# Jochen Zmeck

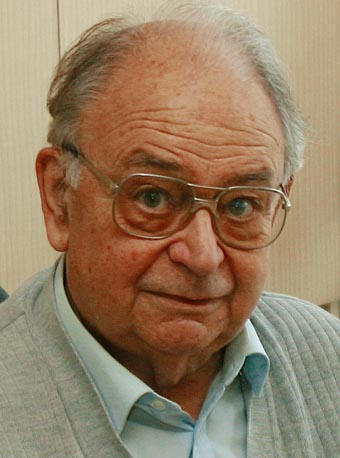
Jochen Zmeck

Jochen Zmeck (* 28. Mai 1929 in Berlin; † 8. Mai 2012) war ein deutscher Zauberkünstler und Sachbuchautor.

## Leben
Der gelernte Lehrer für Chemie und Physik war seit 1958 Profi-Zauberkünstler und hat vor allem in den siebziger- u. achtziger Jahren die deutschsprachige Zauberszene geprägt. Er hat unzählige Seminare gehalten, zahlreiche Seminarhefte verfasst und brachte einige Zauberfachbücher auf den Markt. Jochen Zmecks „Handbuch der Magie“ ist ein deutschsprachiges Grundlagenwerk der Zauberkunst. Es ist bis heute noch die Grundlage zur Vorbereitung auf die Aufnahmeprüfung im Magischen Zirkel von Deutschland. Es hat mehrere Auflagen, sowohl in ost- wie auch in westdeutschen Verlagen erlebt.

## Auszeichnungen
1981 wurde Jochen Zmeck mit dem Kunstpreis der DDR ausgezeichnet. 1991 erhielt er vom Magischen Zirkel die Auszeichnung Schriftsteller des Jahres. Seit dem 14. Juni 1996 war er auch Ehrenmitglied im Magischen Zirkel von Deutschland.

## Werke
- Handbuch der Magie. Universitas-Verlag 2005. ISBN 978-3-8004-0857-3
- Wunderwelt Magie. Universitas-Verlag, München 1982, ISBN 3-8004-1017-6.
- Zaubern mit Zmeck. Zauberbuch-Verlag, Stuttgart 2007. ISBN 978-3-00-022098-2
- Kartenkunststücke für Jedermann. Verblüffende Tricks leicht gemacht.
- Das große Buch der Magie. Henschel Verlag Berlin, 1970 (Illustrationen von Rudolf Peschel und Barbara Tucholke)
- Kartentricks.
- Zauber-ABC.